# Gagliole
Gagliole – miejscowość i gmina we Włoszech, w regionie Marche, w prowincji Macerata.
Według danych na rok 2004 gminę zamieszkiwało 670 osób, 27,9 os./km².